# Rue Émile-Menier
La rue Émile-Menier est une voie du 16e arrondissement de Paris, en France.

## Situation et accès
La rue Émile-Menier est une voie publique située dans le 16e arrondissement de Paris se trouvant au sein du quartier résidentiel de très haut standing dit « quartier de la Porte-Dauphine ». Longue de 189 mètres, elle débute au 21-22, rue de Pomereu et se termine au 71-75, rue des Belles-Feuilles.
La rue se situe à peu près à équidistance de trois stations de métro : Victor Hugo et Porte Dauphine, desservies par la ligne 2, et  Rue de la Pompe, desservie par la ligne 9. La gare de l'avenue Foch de la ligne C se situe à proximité.

## Origine du nom

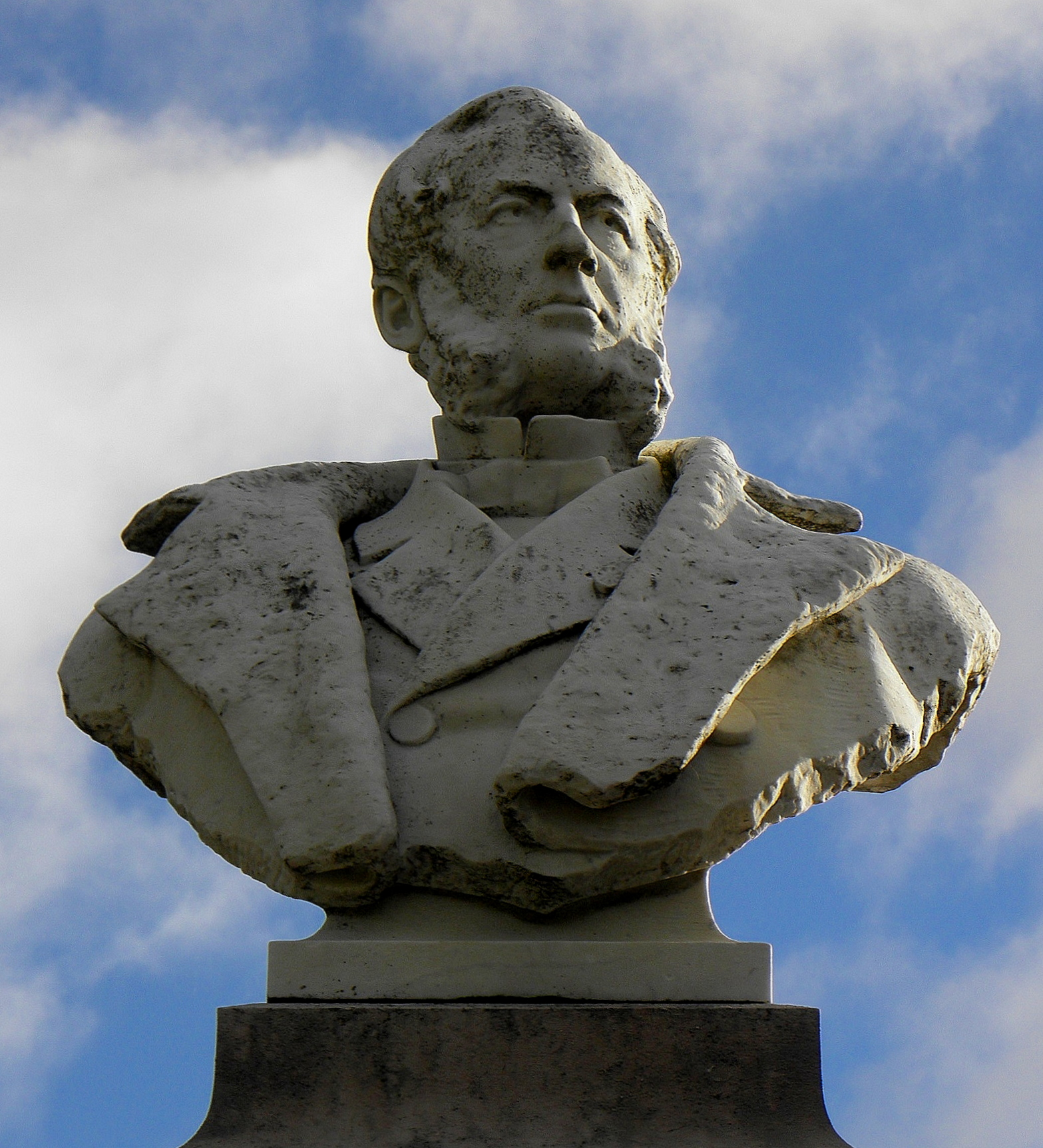
Buste d'Émile-Justin Menier.

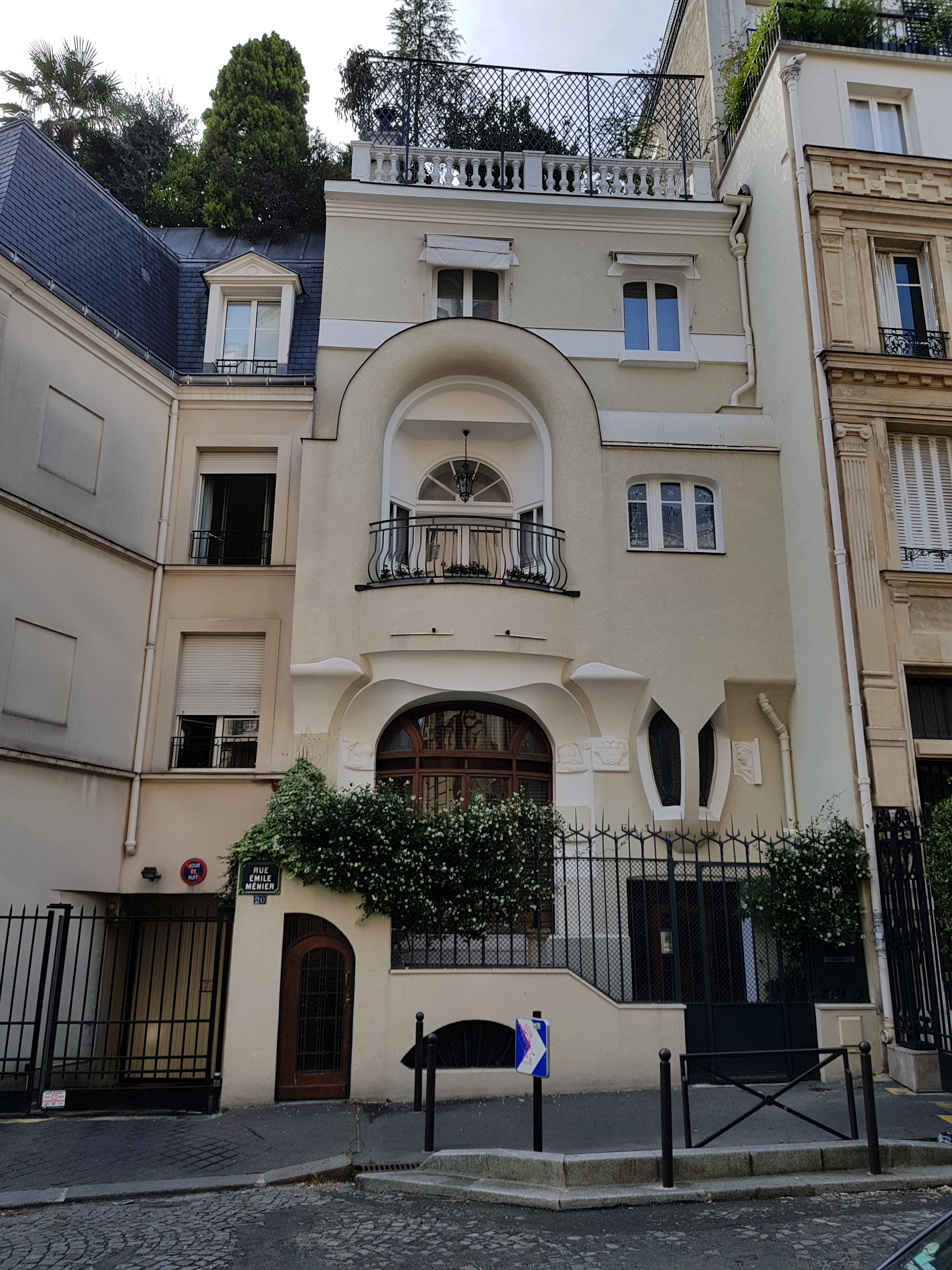
No 20 : immeuble de 1903.

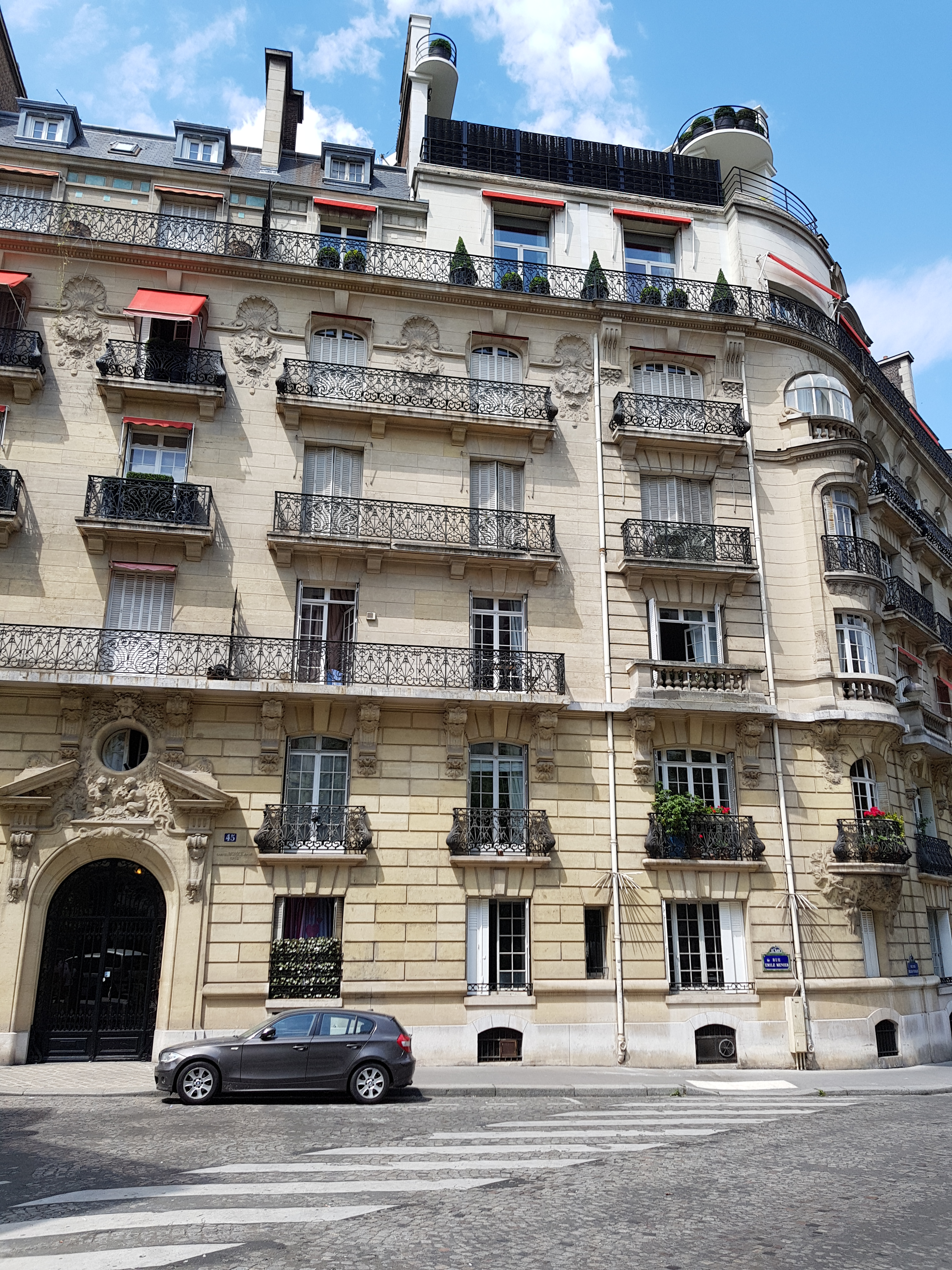
No 45 : immeuble de 1902.

Elle porte le nom de l'industriel fabricant de chocolat, Émile-Justin Menier (1826-1881), qui était le propriétaire des terrains.

## Historique
La rue ouverte en 1899 sous le nom de « rue Émile-Menier » prend le nom de « rue de Pomereu » par arrêté préfectoral du 7 décembre 1900. Son ancien propriétaire lui rend en 1909 sa dénomination primitive, « rue Émile-Menier ».

## Bâtiments remarquables, et lieux de mémoire
- No 20 (no 2 à l’époque de sa construction) : ancien hôtel particulier, aujourd’hui parfaitement méconnaissable, réalisé par l’architecte Édouard Autant pour lui-même et son épouse, la comédienne Louise Lara, en 1903[1] ou, plus vraisemblablement, en 1910[2]. À son achèvement, cette maison dite Queue de billard, à cause de l’étroitesse de la parcelle sur laquelle elle a été construite, suscite un vif scandale dans le quartier. Sa décoration en est la cause, avec l'installation en façade d’une sculpture d’Auguste Rodin, intitulée Le Désespoir, représentant une femme nue levant la jambe et présentant son postérieur aux passants[2]. Chana Orloff, avec un bois animalier, et Charles Despiau, avec trois médaillons[3] sont également associés à la décoration de la façade. Quant au tympan, il est constitué par une fresque sur ciment réalisée en 1918 par l'artiste peintre Marcel-Lenoir. « À gauche de l'entrée est représenté Édouard avec ses instruments d'architecte, à droite Louise Lara avec ses enfants sur ses genoux, au centre le visage des deux propriétaires réunis dans le bonheur et au-dessus d'eux une déesse avec le baiser de deux colombes. » Ce bâtiment a été par la suite totalement dénaturé et rien ne subsiste de ce travail. Il a été surélevé d'un étage en 1950[4] et un auvent y a été construit sur la terrasse en 1981[5].
- No 20 : rue de Pomereu (voie privée).
- No 26 : ambassade de Djibouti en France.
- No 41 : « Heeres Kraftfhar Park 656 » pendant la Seconde Guerre mondiale.
- No 43 : immeuble d’habitation de style Art nouveau réalisé en 1914 par l’architecte Émile Molinié[6]. Ce bâtiment a fait l’objet, en 1914, d’une monographie[7]. Le militaire et explorateur Jean-Baptiste Marchand, héros de Fachoda, y avait son domicile au rez-de-chaussée et y est mort en 1934[8].
- No 45 : immeuble de 1902 réalisé par l’architecte Gabriel Morice[9].